# A Hebraica
A Associação Brasileira A Hebraica de São Paulo, mais conhecido como A Hebraica ou simplesmente Hebraica é uma associação ou clube social, cultural, recreativo e esportivo no bairro Jardim Paulistano em São Paulo. O clube conta atualmente com mais de 22 mil associados, em geral membros de famílias pertencentes à comunidade judaica de São Paulo. É considerada uma das grandes instituições privadas da comunidade judaica no Brasil, e uma das grandes associações judaicas na América Latina. A partir dos anos 1960, a instituição se consolidou como um importante centro comunitário de formação e de convivência judaica no Brasil. Um dos fundadores foi Heinz Silberstein.
Em 2010, os títulos do clube superavam a cifra dos 30 mil reais.
A Hebraica como uma associação civil foi fundada em 1953 por um grupo de chefes de famílias que incluía Leon Feffer, Manoel Epstein, Simon Fleiss, Isaac Fischer, Rubens Frug, Moti Coifman, Maurício Fischer, Moti Frug e Elias Garber ,entre outros. Ainda em 1953, contando já com quatrocentos associados, foi comprado o terreno inicial que sediaria a Sociedade Hebraica de São Paulo, A Hebraica, um espaço de 29 mil metros quadrados, localizado em uma extensão da Rua Gabriel Monteiro da Silva. Em 20 de março de 1955 foi lançada a pedra fundamental da construção da sede, tendo esta sede sido inaugurada em 22 de dezembro de 1957. O ginásio inicial tornou-se já nos anos 60 em um palco de eventos culturais e cívicos, fazendo da Hebraica um polo de atividades comunitárias.
Atualmente, a Hebraica ocupa uma área de 54 000 m², ainda ao redor do mesmo terreno inicial no Jardim Paulistano. A sede da inauguração da Hebraica foi obra do famoso arquiteto modernista Brasileiro Gregori Warchavchik. A sede atual ainda preserva alguns edifícios e alguns traços arquitetônicos da sede inicial.
Além do caráter recreativo e social, o clube tornou-se também esportivo, assumindo a formação de equipes competitivas em várias modalidades. Alguns importantes esportistas brasileiros atuaram nas equipes da Hebraica nas suas modalidades, como por exemplo Marcus Vinicius Toledo, Edson Bispo dos Santos, Julio Garavello e Cadum no basquete; Gabriel Smith no Futsal; e Alexandre Simoni no tênis. O clube foi Campeão Brasileiro de Natação (Troféu José Finkel) em 1976.